# Neptune Orbiter
A Neptune Orbiter egy kidolgozás alatt álló küldetés a Neptunuszhoz. Két változata lett volna: egy rakétameghajtású és egy ionmeghajtású űrszonda. A szonda 2016 után indult volna, és 8-12 év múlva érkezett volna meg. Légköri szondákat és leszállóegységeket is elhelyeznének rajta.
Kidolgozását valószínűleg törölték, mert a NASA hivatalos oldalán, ahol a tervezett küldetéseket sorolják fel, nem szerepel.